# Tommy Lycén
Tommy Claes Lycén (Rångedala, 5 ottobre 1981) è un ex calciatore svedese, di ruolo centrocampista.

## Carriera
Cresciuto in alcune squadre del circondario della cittadina di Borås, nel 2005 è entrato a far parte dell'IFK Göteborg. L'esordio ufficiale con i biancoblu è avvenuto in un match valido per la Coppa Intertoto 2005, in occasione della vittoriosa trasferta in Lussemburgo contro il Victoria Rosport. In quella stagione ha disputato anche due presenze in Coppa di Svezia (segnando anche un gol nel successo per 7-1 contro i dilettanti del Kalmar AIK) e una presenza in Allsvenkan, nell'1-1 sul campo del Landskrona BoIS.
L'anno seguente lo ha trascorso in prestito all'Umeå FC nel campionato di Superettan, durante il quale è sceso in campo per 26 volte realizzando tre reti.
In vista della stagione 2007 è stato acquisito a titolo definitivo dal Brommapojkarna, squadra stoccolmese che quell'anno debuttava in Allsvenskan. Qui ha collezionato 8 presenze in campionato, poi a metà stagione è stato girato in prestito all'Örgryte in Superettan dove ha chiuso l'annata.
La retrocessione del Brommapojkarna gli ha consentito di svincolarsi, così il 21 novembre 2007 è stato reso noto che Lycén a partire dall'imminente stagione 2008 sarebbe stato tesserato dal GAIS, altra squadra della città di Göteborg proprio come l'IFK Göteborg e l'Örgryte. La sua permanenza in neroverde è durata tre anni e mezzo, durante i quali è stato talvolta vittima di alcuni infortuni: nel 2008 è riuscito a giocare solo 14 partite per via di due diversi stop fisici, ma il problema più grave lo ha avuto alla quartultima giornata dell'Allsvenskan 2010, quando un infortunio al tendine d'Achille lo ha tenuto fuori per alcuni mesi. Durante il successivo inverno, il GAIS gli ha offerto un rinnovo di breve durata del suo contratto in scadenza, in attesa che il giocatore completasse la riabilitazione, ma nell'estate del 2011 le due parti si sono separate prima che Lycén fosse riuscito a tornare in campo.
Svincolato, il 30 luglio 2011 è stato ufficializzato il suo ritorno all'Örgryte – squadra che nel frattempo era scesa in Division 1 – con un contratto valido per la restante parte di stagione più un'opzione per l'intera stagione seguente, effettivamente trascorsa anch'essa in rossoblu.
Nel 2013 Lycén ha militato per l'Utsiktens BK, altra squadra di Göteborg impegnata in terza serie, rimanendovi per un anno. Tra il 2014 e il 2015 ha giocato per due stagioni con il Västra Frölunda, scendendo ancor di più di categoria visto che la squadra giocava nella quinta serie nazionale. Sono state le sue ultime due stagioni da calciatore, fatta eccezione per un rapido ritorno in campo nel 2018 quando ha giocato quattro partite in quarta serie con l'Assyriska BK.